# Louis Dutfoy
Louis Charles Marie Dutfoy (* 12. Januar 1860 in Marseille; † 7. August 1904 ebenda) war ein französischer Sportschütze.

## Erfolge
Louis Dutfoy nahm an den Olympischen Spielen 1900 in Paris mit der Freien Pistole teil. In der Einzelkonkurrenz belegte er mit 442 Punkten den fünften Rang, während er im Mannschaftswettbewerb mit Achille Paroche, Maurice Lecoq, Léon Moreaux und Jules Trinité die Silbermedaille gewann. Bei Weltmeisterschaften sicherte sich Dutfoy 1900 in Paris – der olympische Wettkampf zählte gleichzeitig als Weltmeisterschaft – und 1901 in Luzern mit dem Freien Pistole die Vizeweltmeisterschaft. 1902 gewann er mit ihr in Rom zudem Bronze.